# Aeropuerto de Rubelsanto
El aeropuerto de Rubelsanto (IATA: RUV, OACI: MGRB) es un aeropuerto con una pista de aterrizaje de 1.439 metros de longitud que sirve a la aldea de Rubelsanto en el norte del Departamento de Alta Verapaz, Guatemala . 
La baliza no direccional de Rubelsanto (Ident: RUB ) está ubicada a un lado de la pista de aterrizaje.